# Gare de Bordeaux-État
Pour les articles homonymes, voir Gare de Bordeaux.
La gare de Bordeaux-État était une gare française, située sur la commune de Bordeaux, dans le quartier de La Bastide, dans le département de la Gironde en région Nouvelle-Aquitaine.
La gare a été mise en service le 1er août 1896 par l'État. Devenue obsolète avec la création de la SNCF en 1938, elle sera rebaptisée gare de Bordeaux-Deschamps, désaffectée en 1939 puis détruite en 1950.

## Situation ferroviaire
La gare était le terminus de la ligne de Chartres à Bordeaux du temps de l'administration des chemins de fer de l'État. 

## Histoire
En 1896, l'État achève la construction de sa ligne de Chartres à Bordeaux débouchant du tunnel de la Ramade et devant rejoindre la nouvelle gare. Pour ce faire, la ligne s'embranche sur le raccordement du Midi puis le quitte après la gare de Bordeaux-Benauge pour atteindre le nouveau terminus.
Dès sa construction, elle se retrouvait dans l'ombre de la gare du Midi vers laquelle étaient dirigée une majorité de trains pour permettre les correspondances.
La caserne des pompiers de la Benauge a été construite à son emplacement.

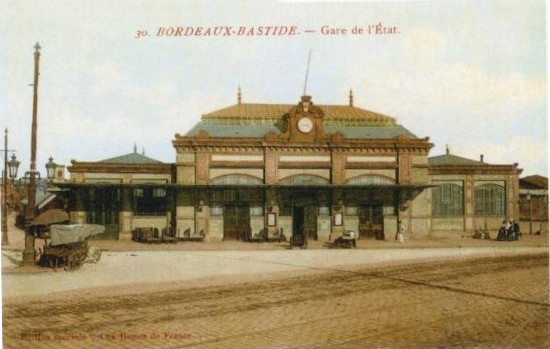